# R&S Records
R&S Records – belgijska wytwórnia płytowa, założona w 1984 roku w Gandawie, przez Renaata Vandepapeliere’a i jego żonę Sabine Maes, specjalizująca się w elektronicznej muzyce tanecznej, głównie w techno. Wydał nagrania takich artystów jak: Aphex Twin, Derrick May, Ken Ishii, C.J. Bolland, Kenny Larkin, Carl Craig, Joey Beltram,  Biosphere, Model 500 i Dave Angel.
Mottem wytwórni jest: „In Order To Dance” („Aby tańczyć”).

## Historia

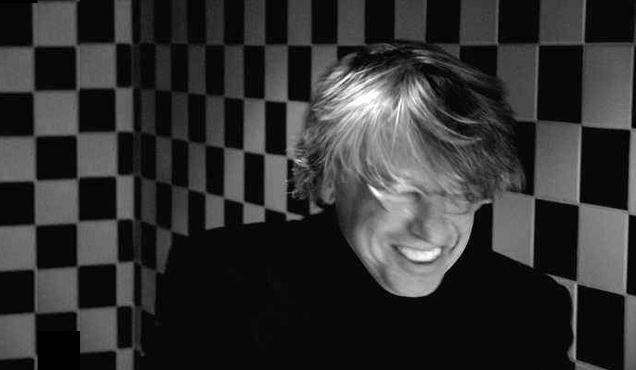
Renaat Vandepapeliere, współzałożyciel R&S Records (2012)

Wytwórnia R&S Records została założona w 1984 roku przez Renaata Vandepapeliere’a i Sabine Maes w belgijskiej Gandawie. Vandepapeliere (ur. 1957 w Gandawie) od wczesnych lat interesował się muzyką, w tym twórczością Jimiego Hendrixa. Próbował swych sił jako DJ w nocnym klubie, pracował w sklepie płytowym słuchając przy okazji importowanych płyt amerykańskich. Jedną z największych inspiracji stał się dla niego sposób, w jaki Chris Blackwell z Island Records prowadził swój biznes. Powodem do założenia wytwórni stała się – jak stwierdził w wywiadzie dla magazynu Clash – frustracja belgijską sceną muzyczną lat 80., a z drugiej strony – nowy gatunek muzyczny, jaki ukształtował się wówczas w Belgii, New beat. R&S specjalizowała się w europejskiej muzyki tanecznej, głównie w techno. Wydawała muzykę z całego świata, rozwijając jednocześnie własny zespół producentów muzycznych. W jej katalogu znalazły się nagrania takich artystów jak: Aphex Twin, Derrick May, Ken Ishii, C.J. Bolland, Kenny Larkin, Carl Craig, Joey Beltram, Model 500 i Dave Angel.
W latach 90. R&S nawiązała współpracę wytwórnią Sony Music, a następnie z PIAS Recordings, ale posunięcie to nie przyniosło spodziewanych rezultatów. Pod koniec dekady działalność R&S przeszła w stan zawieszenia, a oboje właściciele zaczęli unikać świata biznesu poświęcając się hodowli koni. Renaat Vondepapaliere w wywiadzie dla magazynu Vice stwierdził, iż był znudzony powtarzalnością tematów muzycznych w tamtym czasie, menedżerami i DJ-ami i ostatecznie postanowił wycofać się z interesu. W 2000 roku wytwórnia zaprzestała działalności.
Wznowiła ją na początku 2008 roku wydając szereg zremasterowanych, klasycznych albumów i remiksów takich twórców jak: Audion, Prins Thomas, Tom Middleton, Optimo i Boyz Noise. Postanowiła jednocześnie lansować nowych artystów.
Pod koniec 2013 roku dla uczczenia trzech dekad swojej działalności wydała okolicznościową kompilację, zawierającą 30 najwybitniejszych, jej zdaniem, nagrań związanych z nią artystów, w tym: R-Tyme i Kenny’ego Larkina (przedstawicieli techno z Detroit), Guaranteed Raw (zespołu, w którym występował Renaat Vandepapeliere), Joeya Beltrama, Rising High Collective, Aphex Twina, Mescalinum United, C.J. Bollanda,  Biosphere’a, Silent Phase’a, Model 500 i Kena Ishii.
W 2016 roku podpisała umowę dystrybucyjną z Believe Digital. Umowa objęła dystrybucję cyfrową, zarządzanie materiałami wideo, marketing cyfrowy i handlowy, sąsiednie prawa i synchronizację oraz wszystkie usługi pobierania i przesyłania strumieniowego na całym świecie oprócz Japonii, USA i Kanady.

## Kontrowersje i spory prawne
W 2020 roku amerykański artysta rhythm and bluesowy Eddington Again zarzucił szefom R&S Renaatowi Vandepapeliere’owi i Andy’emu Whittakerowi lekceważenie i dyskryminację czarnoskórych muzyków oraz milczenie wytwórni podczas światowych protestów Black Lives Matter w tym samym roku. Zażądał też od Vandepapeliere'a usunięcia swojej EP-ki Damiani3 z 2019 roku z katalogu ambientowego imprintu R&S,  Apollo Records. Ostatecznie Vandepapeliere zgodził się na rozwiązanie umowy, a następnie publicznie przeprosił artystę.
W 2022 roku Raj Chaudhuri wniósł do sądu pozew o dyskryminację przeciwko R&S, czemu wytwórnia zaprzeczyła. Pozew został oddalony przez sąd z przyczyn technicznych, ponieważ powód był freelancerem, a nie pracownikiem wytwórni. Vandepapeliere wyraził zadowolenie z rozstrzygnięcia. W oświadczeniu powiedział, że „różnice zdań na temat muzyki i kierunku artystycznego w wytwórni płytowej to jedno, ale fałszywe nazywanie ich rasizmem lub nierównością rasową jest złe” i jest kpiną z tych, którzy walczą z nierównością; dodał też, że w muzyce tanecznej „zawsze chodziło o jednoczenie ludzi poprzez podobieństwo i miłość do muzyki elektronicznej, niezależnie od pochodzenia etnicznego, koloru skóry, religii czy seksualności”.

## Nazwa, logo i motto
Litery R i S w nazwie firmy pochodzą od imion założycieli wytwórni – Renaata i jego żony Sabine. Stający dęba koń w logo nawiązuje do dziecinnej pasji Renaata, który w dzieciństwie chciał jeździć konno. Kolor zielony symbolizuje nadzieję, czarny – noc, niebieski – romans, a trójkąt – ochronę. Mottem wytwórni jest: „In Order To Dance” („Aby tańczyć”).

## Artyści
Lista według strony R&S Records:

- 6SISS
- Acid Mondays
- Ada Kaleh
- Afriqua
- Alex Smoke
- Architectural
- Airhead
- Alma Construct
- Bärtaub
- Blawan
- Benjamin Damage
- Ben Hayes
- Blondes
- Bullion
- Blue Daisy
- Cloud Boat
- dBridge
- Djrum
- East Of Oceans
- Egyptian Hip Hop
- Forest Drive West
- Future Beat Alliance
- Gabriels
- James Blake
- Lakker
- Karim Sahraoui
- Klaus
- Lone
- Lost Souls of Saturn
- Maarten van der Vleuten
- Mariel Ito
- Michele Mininni
- Model 500
- More Time Records
- MPIA3
- Pariah
- Paula Temple
- RV Trax
- Sam Interface
- Slackk
- Space Dimension Controller
- Sporting Life
- Struction
- The Chain
- Trimbal
- Untold
- Vondelpark
- Yak
- Yansima